# MDPI
МЦВІ (Мультидисциплінарний Цифровий Видавничий Інститут, МЦВІ) є видавництвом наукових журналів з відкритим доступом. Заснований Шу-Куном Ліном як архів хімічних зразків, зараз він видає понад 390 рецензованих журналів з відкритим доступом. МЦВІ є найбільшим видавництвом журналів з відкритим доступом у світі і п'ятим найбільшим видавництвом за обсягом видання статей. Кількість опублікованих статей значно зросла за останнє десятиліття, причому в 2017, 2018 і 2019 роках зростання становило понад 50%.
Станом на червень 2022 року в МЦВІ видається 393 наукові журнали, з них 93 журнали, що індексуються в Science Citation Index Expanded, та 8 журналів, що індексуються в Рейтингу цитування суспільних наук (Social Sciences Citation Index), загалом 98 журналів мають імпакт-фактор.
Журнали МЦВІ включені до Каталогу журналів відкритого доступу. МЦВІ є членом Асоціації наукових видавництв відкритого доступу (Open Access Scholarly Publishing Association), є видавцем-учасником та прихильником Ініціативи відкритого цитування (Initiative for Open Citations), а також членом Комітету з етики публікацій.
Бізнес-модель видавництва базується на створенні повністю відкритого доступу до міждисциплінарних журналів, з швидким часом розгляду від подання до публікації та оплатою автором витрат на розгляд статті. Методи ведення бізнесу МЦВІ призвели до значного росту, але викликали критику, зокрема, суперечки щодо якості рецензування та звинувачення у фактичному підпорядкуванні академічних завдань діловим інтересам. У 2014 році МЦВІ було включено до списку Джеффрі Білла хижацьких видавничих компаній з відкритим доступом, але в 2015 році його було виключено після успішної апеляції з одночасним тиском на роботодавця Білла. Деякі журнали, опубліковані в МЦВІ, також були визнані за "недостатню строгість і можливу хижацьку діяльність" Китайською академією наук і Норвезьким реєстром наукових публікацій, двома великими науковими організаціями.

## Історія
МЦВІ бере свій початок від Міжнародної організації зі збереження молекулярного різноманіття (Molecular Diversity Preservation International, також скорочено МЦВІ), яка була заснована Шу-Кун Ліном у 1996 році як архів хімічних зразків, з деякими науковими публікаціями та конференціями. Друга організація, Мультидисциплінарний цифровий видавничий інститут, була заснована в 2010 році, в першу чергу, як видавництво. Всі журнали МЦВІ мають відкритий доступ і з 2008 року публікуються під ліцензією Creative Commons Attribution License (CC-BY).

### Міжнародна організація зі збереження молекулярного різноманіття
Міжнародна організація зі збереження молекулярного різноманіття була заснована та зареєстрована як неприбуткова організація Шу-Кун Лін та Бенуа Р. Туріном у Базелі в 1996 році з метою забезпечення зберігання та обміну рідкісними молекулярними та біомолекулярними дослідними зразками.
Журнал "Молекули" (Molecules) був заснований у 1996 році у співпраці з видавництвом Springer-Verlag (нині Springer Science+Business Media) з метою документації хімічних зразків у колекції МЦВІ. МЦВІ заснував ще кілька журналів, зокрема "Ентропія" (Entropy, 1999), "Міжнародний журнал молекулярних наук" (International Journal of Molecular Sciences, 2000), "Сенсори" (Sensors, 2001), "Морські препарати" (Marine Drugs, 2003) та "Міжнародний журнал екологічних досліджень і громадського здоров'я" (International Journal of Environmental Research and Public Health, 2004).[джерело?]
МЦВІ виступив співорганізатором кількох наукових конференцій, одна з них це Міжнародний симпозіум "Межі в молекулярній науці" (International Symposium on Frontiers in Molecular Science.). Він також проводить віртуальні конференції, такі як "Електронна конференція" з синтетичної органічної хімії, яка була започаткована в 1997 році. У 2010 році МЦВІ запустив платформу Sciforum.net для проведення віртуальних конференцій. У 2014 році були проведені різні віртуальні конференції в галузі синтетичної органічної хімії, матеріалознавства, сенсорів та сталості довкілля. У 2015 році МЦВІ виступив співорганізатором двох фізичних конференцій спільно з Базельським університетом: 4-го Міжнародного симпозіуму з науки про сенсори та 5-го Всесвітнього форуму зі стійкості довкілля. З 2015 року вчені можуть безкоштовно організувати власну конференцію на платформі Sciforum.[джерело?]

### МЦВІ (Мультидисциплінарний цифровий видавничий інститут)
МЦВІ як видавництво наукових журналів з відкритим доступом було створено на базі Міжнародної організації зі збереження молекулярного різноманіття (Molecular Diversity Preservation International). Він був офіційно зареєстрований Шу-Кун Ліном і Дітріхом Рордорфом у травні 2010 року з офіційною штаб-квартирою в Базелі, Швейцарія. Включаючи Швейцарію, МЦВІ має редакції в 11 країнах, з п'ятьма офісами в Китаї, двома офісами в Румунії та Сербії, а також офісами у Великобританії, Канаді, Іспанії, Польщі, Японії, Таїланді та Сінгапурі.
Кількість опублікованих статей значно зростала протягом останнього десятиліття з річним зростанням понад 50% у 2017, 2018 та 2019 роках, причому у 2019 році було опубліковано 110 000 статей, а лише у 2021 році МЦВІ повідомив, що опублікував 235 638 статей. Станом на 2020 рік МЦВІ було найбільшим видавництвом статей у відкритому доступі у світі та 5-м найбільшим видавництвом загалом за обсягом випуску статей у журналах.

## Протиріччя

### Хто боїться експертної оцінки?
У 2013 році журнал МЦВІ Cancers став одним з об'єктів перевірки "Хто боїться експертної оцінки?" і відхилив фальшиву статтю.

### Включення до списку Білла
У лютому 2014 року МЦВІ був включений до списку хижацьких видавничих компаній відкритого доступу Джеффрі Білла (Jeffrey Beall). Занепокоєння Білла полягало в тому, що " архівні журнали МЦВІ містять сотні малорецензованих статей, які в основному написані і опубліковані з метою просування по кар'єрних сходах і отримання посади, а не для поширення науки". Білл також стверджував, що МЦВІ використовував електронний спам для отримання рукописів і що компанія включила дослідників, у тому числі нобелівських лауреатів, до складу своїх редакційних колегій без їхнього відома.
У жовтні 2015 року МЦВІ подав успішну апеляційну заяву до апеляційної ради списку Білла і був виключений зі списку. Навіть після виключення, Білл продовжував критикувати МЦВІ; у грудні 2015 року він написав: "Очевидно, що МЦВІ розглядає експертне оцінювання лише як формальний крок, який автори повинні пройти, перш ніж публікувати статті та отримувати гроші від них", і "очевидно, що експертним оцінюванням МЦВІ керують необізнані канцелярські працівники в Китаї".
Список Білла був закритий у 2017 році. Пізніше Білл написав, що на нього чинили тиск, щоб закрити список, його роботодавець Університет Колорадо в Денвері та різні видавництва, особливо згадуючи МЦВІ як видавництво, яке "намагалося дратувати університет настільки, наскільки це можливо, що чиновники настільки втомилися від електронних листів, що вони змусили мене замовкнути, щоб вони зупинилися надсилати листи".

### Оцінка Асоціація наукових видавництв з відкритим доступом (АНВВД) у 2014 році
Після критики Білла на адресу МЦВІ, Асоціація наукових видавців з відкритим доступом (АНВВД) провела розслідування у квітні 2014 року. Це було проведено на основі суперечок навколо двох статей, одна з яких була опублікована в журналі "Життя" (Life), інша - в журналі "Поживні речовини" (Nutrients); переліку лауреатів Нобелівської премії на веб-сайті; ролі членів редакційної колегії та Шу-Кі Лін в компанії; а також функціях різних офісів компанії. Асоціація наукових видавництв з відкритим доступом дійшла висновку, що МЦВІ задовільно відповідає критеріям членства АНВВД.

### Витік даних у 2016 році
У серпні 2016 року було зламано систему МЦВІ, в результаті чого доступ до 17,5 ГБ даних, включаючи 845 000 електронних адрес та електронне листування між авторами, редакторами та рецензентами, було відкрито. За даними МЦВІ, незахищений сервер, на якому було здійснено викрадення даних, з тих пір захищено.

### Відставки редакторів
У серпні 2018 року 10 старших редакторів (включаючи головного редактора) журналу "Поживні речовини" (Nutrients) подали у відставку, стверджуючи, що МЦВІ змусило замінити головного редактора через його високі вимоги до редагування та за небажання "приймати рукописи посередньої якості та важливості".
У червні 2020 року потенційні запрошені редактори спеціального випуску Міжнародного журналу екологічних досліджень та здоров'я подали у відставку після того, як представник МЦВІ повідомив, що квота на звільнення від сплати гонорару за публікацію, виділена для спеціального випуску, може бути надана лише вченим з розвинених країн.
У 2021 році п'ять членів редакційної колегії журналу "Вакцини" (Vaccines) подали у відставку після того, як журнал "Вакцини" опублікував суперечливу статтю, в якій використовувалися дані, щоб дійти невірного висновку про те, що вакцини проти COVID-19 не мають явної користі.

### Припинення підтримки з боку наукового факультету Південно-чеського університету
У грудні 2021 року факультет природничих наук Південночеського університету в Чеських Будєйовіцах повідомив, що припиняє фінансову підтримку публікацій у журналах МЦВІ, та офіційно рекомендує не публікуватися в журналах МЦВІ та не рецензуватися в них, а також попередив, що публікації в журналах МЦВІ можуть не враховуватися при атестації співробітників і кафедр.

### Включення до Списку швидкого реагування Китайської академії наук
У грудні 2020 року Китайська академія наук опублікувала список журналів, які можуть постраждати від проблем з науковою репутацією та іншими ризиковими характеристиками. Серед 65 журналів, наведених у початковому переліку, було 22 журнали групи МЦВІ. МЦВІ відреагував на список, пообіцявши порозумітися з академією та покращити параметри своїх журналів, щоб якнайшвидше вилучити постраждалі журнали зі списку. Список був оновлений у грудні 2021 року і скоротився до 41 журналу, з яких було виключено сім журналів МЦВІ.

### Оцінювання в країнах Північної Європи
Національний видавничий комітет Норвегії з 2017 року присвоїв МЦВІ рейтинг рівня книжкового видавництва "1" у Норвезькому науковому індексі, що є стандартною оцінкою, яка визначає видавництво як академічне. Кожен журнал МЦВІ має окремий рейтинг на рівні журналу. Станом на жовтень 2022 року до Норвезького наукометричного індексу включено 214 журналів МЦВІ, з яких 204 мають рейтинг "рівень 1" та 10 - рейтинг "рівень 0". У 2021 році Національний видавничий комітет Норвегії провів опитування щодо сприйняття МЦВІ серед норвезьких дослідників. Воно показало, що багато хто обурений ставленням до авторів та рецензентів, але деякі також позитивно оцінюють швидку та відкриту публікацію. У 2021 році виконавчий орган Національного видавничого комітету оголосив про створення нового рівня X для можливо хижацьких журналів та видавництв, і пов'язав створення нового рівня саме з численними заявами про занепокоєння щодо МЦВІ. Новий рівень став активним у вересні 2021 року, і п'ять журналів МЦВІ були серед перших 13 журналів, включених до рівня, що зробило МЦВІ найбільшим видавцем журналів, призначених для рівня X; це журнали "Мистецтво" (Arts), "Сталість" (Sustainability), "Науки про Землю" (Geosciences), "Процеси" (Processes) та "Аксіоми" (Axioms). В оновленому рейтингу 2022 року 3 з них були оцінені як неакадемічні (рівень 0), а 1 - як академічний (;журнал "Науки про Землю" ). У 2022 році один журнал МЦВІ був номінований на присвоєння рівня Х: "Дистанційне зондування", але згодом журнал зберіг свій статус академічного (рівень 1). У 2022 році Норвезький національний комітет з публікацій визначив, що ""Сталість" (Sustainability) не є академічним журналом і перемістив його на рівень 0 на 2023 рік.
Норвезькі вчені Олав Бьярте Фоссо та Йонас Крістіансен Ньоланд з Норвезького університету природничих та технічних наук розкритикували включення журналів МЦВІ до Норвезького наукового реєстру та зазначили, що журналам МЦВІ не присвоєно базового наукового статусу в данському реєстрі, і що третина журналів МЦВІ не має такого визнання у фінському реєстрі, а решті присвоєно найнижчий з можливих статусів; зазначають, що багато науковців бойкотують МЦВІ та описують його як "грошову машину", яка розташовується в Китаї з "невеликим 'штучним' офісом у Швейцарії". Голова та два члени Національного видавничого комітету Норвегії заявили, що вони поділяють занепокоєння Фоссо та Ньоланда щодо МЦВІ та охарактеризували його як "прикордонне видавництво", яке "вправно намагається не потрапити до категорії "хижацьких видавництв" і яке "поверхнево відповідає критеріям" для отримання статусу 1-го рівня. У 2021 році Фоссо і Ньоланд стверджували, що МЦВІ розмиває дослідження, граючи на "марнославстві і бажанні прикрасити своє резюме" учених, і має "агресивну спрямованість" на " заповнення ринку швидко опублікованими спеціальними випусками, мотивованими виключно прибутком". Вчені Андерс Скайруд Даніельсен і Ларс Мьолгаард Саксхауг назвали МЦВІ "операцією з шахрайства з грошовими машинами".
Сімен Одной Еллінгсен поставив під сумнів якість експертної оцінки МЦВІ, виходячи з його досвіду роботи в якості рецензента у видавництві. Він написав, що йому було надано лише один тиждень на рецензування статті, і він рекомендував відхилити її, після чого стаття була просто опублікована без подальших коментарів, і жодного разу він не контактував з жодним редактором.

### Суперечливі статті
У грудні 2011 року журнал МЦВІ Life опублікував теоретичну статтю Еріка Д. Андруліса "Теорія походження, еволюції та природи життя", яка спрямована на пояснення походження, еволюції та природи життя. Ця стаття привернула увагу таких науково-популярних журналів як  "Ars Technica" та "Popular Science", які охарактеризували її як "божевільну" та "кумедну". У відповідь на це член редакційної колегії Life подав у відставку.
У 2013 році інший журнал МЦВІ, "Ентропія" (Entropy), опублікував оглядову статтю, в якій стверджується, що гліфосат може бути найважливішим фактором розвитку ожиріння, депресії, синдрому дефіциту уваги і гіперактивності, аутизму, хвороби Альцгеймера, хвороби Паркінсона, розсіяного склерозу, раку і безпліддя. Сам документ не містив жодних первинних результатів дослідження. Вона була розкритикована як псевдонаука науково-популярним журналом "Discover". Щодо цього ж таки суперечливого дослідження Джеффрі Білл риторично запитав: "Коли такі видавництва, як МЦВІ, поширюють дослідження таких наукових активістів, як Стефані Сенефф та її співавторів, я думаю, що справедливо поставити під сумнів достовірність усіх досліджень, які публікує МЦВІ. Чи буде МЦВІ публікувати будь-що за гроші?".
Дослідження, опубліковане в журналі МЦВІ "Nutrients" в 2011 році, пройшло через серію виправлень спочатку в серпні 2011 року, потім в квітні 2012 року, а потім знову в лютому 2014 року. У статті стверджувалося, що рівень ожиріння в Австралії збільшився в той самий період, коли споживання солодких безалкогольних напоїв скоротилося на 10%. Стаття була використана представниками індустрії безалкогольних напоїв для того, щоб довести, що солодкі напої не роблять суттєвого внеску в зростання рівня ожиріння. Однак сама стаття спростовує власне твердження, оскільки одна діаграма показує, що споживання безалкогольних напоїв зросло на 30% за той період, коли автори стверджували про 10% скорочення споживання. Видавництво журналу Nutrients випустила виправлення, в якому стверджувалося, що раніше описане 10% падіння споживання стосувалося збільшення використання штучних підсолоджувачів, і відображало загальне споживання цукру, а не споживання безалкогольних напоїв. У виправленні сказано, що "деякі слова були пропущені". Дехто висміяв це виправлення як "нісенітницю" і неправду, припускаючи, що воно не відповідає на основне питання про те, чи збільшилося споживання цукру в Австралії протягом досліджуваного періоду часу. Журнал Nutrients і старший автор статті стверджують, що тричі виправлена стаття тепер є точною, і що виправлення, які були зроблені, несуттєві для висновків дослідження.
У 2016 році журнал МЦВІ "Behavioral Sciences" опублікував оглядову статтю, в якій стверджувалося, що перегляд порнографії є причиною еректильної дисфункції. Після того, як критики висловили занепокоєння, незалежний огляд Комітету з етики наукових публікацій (COPE) рекомендував відкликати статтю, спираючись на такі проблеми, як дивний редакційний процес, в якому редактор журналу заявив, що він " був не причетний до остаточного рішення щодо виправлення / відкликання / авторства", неточна і неповна заява про конфлікт інтересів, яка не розкриває зв'язки автора з групами активістів, які борються з порнографією, відсутність інформованої згоди суб'єктів дослідження, а також незабезпечення захисту ідентичності цих суб'єктів. Замість того, щоб відкликати статтю, МЦВІ вилучило ім'я редактора з статті та опублікувало виправлену заяву про конфлікт інтересів, яка, на думку організації "Спостереження за спростуванням" (Retraction Watch), не в повній мірі враховує конфлікт інтересів, виявлений COPE, а також інші питання, визначені ними. На запит організації "Спостереження за спростуванням" (Retraction Watch), відповідь МЦВІ була такою: "Аргумент вже вичерпано. Обидві сторони отримали велику аудиторію. Час зупинитися і укласти мир".
У 2019 році журнал "Magnetochemistry" прийняв до друку статтю скандально відомої вченої Сьюзан Покетт, в якій стверджувалося, що "вчені приховують докази того, що мікрохвильове випромінювання смартфонів та інших пристроїв завдає шкоди людям". Пізніше того ж року стаття була відкликана через відсутність наукового внеску і як стаття з висловленням власної думки. Спочатку журнал запропонував Сьюзан Покетт подати статтю за власним викладом автора.
У 2019 році журнал МЦВІ "Psych" опублікував редакційну статтю про расу та інтелект Річарда Лінна, який раніше був позбавлений статусу почесного професора через просування дискредитованих сексистських та расистських поглядів, таких як науковий расизм. Пізніше МЦВІ висловив занепокоєння і змінив статус статті з редакційної на авторську, через три місяці після публікації. За словами наукової журналістки Анжели Саїні, журнал "Psych" також опублікував інші подібні роботи, що захищають науковий расизм.
У 2021 році журнал МЦВІ Vaccines опублікував статтю, в якій стверджувалося про "відсутність явної користі" від вакцин проти COVID-19. Стаття була піддана жорсткій критиці за фальсифікацію даними і, як наслідок, отримання неправдивих висновків. Один з редакторів журналу Кеті Евер назвала публікацію статті "вкрай безвідповідальною" і вийшла зі складу редакційної колегії на знак протесту проти оприлюднення статті. Згодом четверо інших членів редакційної колегії також подали у відставку. Невдовзі після цього журнал опублікував "висловлення занепокоєння" щодо статті та розпочав перевірку процесу рецензування. Стаття отримала три рецензії (які журнал пізніше оприлюднив), втім, які не були дуже детальними і, очевидно, були написані рецензентами, які не були експертами в даній темі. Журнал "Vaccines" все-таки вирішили відкликати статтю.

## Зовнішні посилання
- Офіційний сайт, Міжнародної організації зі збереження молекулярного різноманіття
- Офіційний сайт, Мультидисциплінарного цифрового видавничого інститут